# صدى عكار
صدى عكار جريدة أسبوعية تصدر مؤقتًا كل 15 يوماً من محافظة عكار في شمال لبنان، وتعتبر الجريدة العكارية الوحيدة التي تصدر حاليًا من عكار وإلى كل لبنان وتغطي كافة الانشطة وتجري التحقيقات الميدانية.

## تاريخها
أصدرها في أيلول من العام 2001 الصحافي جهاد نافع بموجب المرسوم 312 الصادر عن وزارة الإعلام اللبنانية.
وقد أصدرت الجريدة عددًا من الكتب الأدبية والسياسية والدواوين الشعرية لكتاب عكاريين، ولاحقا أطلقت الجريدة موقعًا أخباريًا هو الأول من نوعه في عكار والشمال وقد حقق الموقع نجاحًا باهرًا في ارتفاع عدد متصفحيه في فترة قياسية منذ إطلاق الموقع في آيار 2009.
كما أطلقت الجريدة في حزيران 2009 موقع صور من عكار الذي أرشف الصور الفوتوغرافية التي تملكها الجريدة نتاج سنوات طويلة من العمل الصحافي.